# Elles
Elles è un film del 2011 diretto da Małgorzata Szumowska.

## Trama
Anne è una giornalista parigina della rivista francese Elle che sta effettuando ricerche per un servizio sulla prostituzione tra le studentesse.
Nonostante la loro iniziale riluttanza, Anne convince due ragazze a parlare con lei: la provocante Alicja, un'ambiziosa studentessa di economia che ha lasciato la Polonia per portare avanti la sua formazione, e l'acuta Charlotte, iscritta in una classe préparatoire parigina, e determinata a lasciarsi alle spalle le proprie umili origini.
Benché Anne si aspettasse di trovare infelicità e sofferenza, la giornalista scopre in loro libertà, orgoglio e senso di autoaffermazione.
La curiosità professionale di Anne nei confronti delle due donne diventa così una questione di interesse personale, e la donna inizia a riscoprire la propria sessualità.

## Distribuzione
Elles fu presentato in anteprima al Toronto International Film Festival del 2011 e uscì nelle sale francesi il 1º febbraio 2012.
In Italia uscì il 14 settembre successivo.

## Accoglienza
Il film ebbe critiche negative a causa dello scarso approfondimento del tema e dell'eccessivo voyeurismo: alcune scene furono definite "ai limiti del porno".